# Винд, Эдгар
Эдгар Винд (англ. Edgar Wind, 14 мая 1900, Берлин — 12 сентября 1971, Лондон) — британский историк и теоретик искусства германского происхождения. Как ученик и последователь Аби Варбурга, является одним из основоположников иконологического метода изучения искусства эпохи Возрождения.
Эдгар Винд родился в Берлине. Был одним из двух детей Мориса Дельмара Винда, аргентинского купца русско-еврейского происхождения, и его румынской жены Лауры Сцилард. Учился математике и философии в гимназии Шарлоттенбурга (Берлин), а затем в университетах Берлина, Фрайбурга и Вены. Защитил диссертацию в Гамбурге, где он был первым учеником Эрвина Панофского.
В 1925—1927 годах преподавал в США, в университете Северной Каролины. Затем вернулся в Гамбург. Там он познакомился с Аби Варбургом, и эта встреча определила всю его научную судьбу. В 1920-х годах Винд посвятил несколько теоретических работ интерпретации научного метода Аби Варбурга. В декабре 1933 года фонды «Библиотеки Варбурга», насчитывавшие 60 000 томов по различным областям знания, с помощью Эдгара Винда были спасены от нацистов и вывезены из Гамбурга в Лондон. В 1944 году Институт Варбурга стал подразделением Лондонского университета. Оказавшись в Лондоне, Винд преподавал в Институте Варбурга. С Институтом сотрудничали многие известные учёные, среди них: Эрнст Кассирер, Гершом Шолем, Рудольф Виттковер. Винд и Виттковер с 1937 года издавали «Журнал института Варбурга».
В работах Винда нашли отражение основные идеи и темы Варбурга: интерпретация жеста в изобразительном искусстве, «продолжение жизни античности» (Nachleben der Antike), «великое переселение образов», «формулa пафоса» (Pathos-Formel). Эдгар Винд обладал превосходной эрудицией в области философии, истории и литературы. Это помогало ему разрабатывать символическую концепцию художественного образа в изобразительном искусстве. Во время войны Винд переехал в США, преподавал в университетах Нью-Йорка и Чикаго. В 1950 году получил стипендию Гуггенхайма. В 1955 году вернулся в Англию и стал первым профессором истории искусств Оксфордского университета, должность, которую он занимал до своей отставки в 1967 году. В новой библиотеке Саклера при Оксфордском университете хранятся многие работы Эдгара Винда. Помимо основных научных интересов, Винд, в отличие от многих его коллег, не гнушался современным искусством: «Если современное искусство иногда шокирует, — писал он, — это не вина художника. Мы все склонны повышать голос, когда говорим с людьми, которые нам кажутся глухими».
В работе «Языческие мистерии в эпоху Возрождения» (Pagan Mysteries in the Renaissance, 1958) Э. Винд, в полном соответствии с иконологическим подходом, утверждал, что «идеи, выраженные в искусстве, были живы и в других областях человеческой деятельности». Пользуясь данными мифологии, неоплатонической философии, истории религии, литературы, Винд успешно «расшифровал» ряд «языческих сюжетов» (недостаточно ясных в то время) картин Боттичелли, Корреджо, Тициана. Метод Эдгара Винда критиковали Андре Шастель, Э. Х. Гомбрих, К. Гинзбург за «ненаучность», слишком вольную интерпретацию источников и «одностороннюю фиксацию в неоплатонической перспективе».
В лекциях, собранных позднее в книгу «Искусство и анархия» (Art and Anarchy, 1963), Винд попытался объяснить, почему великое искусство часто создается в неспокойных и даже неподходящих исторических обстоятельствах. Винд апеллировал к античной традиции, объясняющей связи между искусством и силами хаоса, ссылаясь на мнения многих мыслителей и художников, включая Платона , Гёте , Бодлера и Буркхардта. Винд также отмечал повторяющееся историческое совпадение — в Греции во времена Платона и в Италии в эпоху Ренессанса — апогея в художественных достижениях с политическим кризисом и распадом общества.
В качестве итоговой концепции Винд предлагал интегративный подход, снимающий противоречия между эстетической пристрастностью и требованиями объективной оценки качества произведения: «Мы должны реагировать на произведение искусства на двух уровнях: судить его эстетически субъективно и соотносить свои оценки с историко-культурными нормами своего времени». Таким образом, Винд пытался доказать, что возможности современного интеллектуального подхода не противоречат непосредственной чувственной оценке произведения искусства.
«Общество искусства и его истории Оксфордского университета» создано и названо честь Эдгара Винда.